# Airport Mania
Airport Mania: First Flight is een computerspel dat is gemaakt door Reflexive Entertainment en ontwikkeld door South Wind Games. Bij het spel is het de bedoeling dat de speler vliegtuigen laat landen op een vliegveld en daarna de wensen van de vliegtuigen vervult. Het spel bestaat uit acht vliegvelden, die onderverdeeld zijn in een aantal levels. Het doel van het spel is om zo veel mogelijk geld te verdienen door onder andere de kleuren van de vliegtuigen aan de gate te combineren.